# Stuffparty 1
Stuffparty 1 är det svenska dansbandet Larz-Kristerz debutalbum från 2003.

## Låtlista
1. Där näckrosen blommar
2. Ingen ring
3. Det gör detsamma
4. Monica
5. Robot Romeo
6. Så fort som nån säger ditt namn
7. Hon är sexton år idag (Happy Birthday Sweet Sixteen)
8. Det är nog bäst det som sker (I'm Leaving Up To You)
9. Hemma hos mig igen (Talk Back Trembling Lips)
10. Kalenderflickan (Calendar Girl)
11. Där bara månen ser
12. Allt är förbi  (The End of the World)
13. Lycka till med nästa kille (Sandy)
14. Raka rör och ös i bäng